# Clastoptera nigromaculata
Clastoptera nigromaculata är en insektsart som beskrevs av Melichar 1915. Clastoptera nigromaculata ingår i släktet Clastoptera och familjen Clastopteridae. Inga underarter finns listade i Catalogue of Life.